# Revenge of the Gator
Pinball: Revenge of the Gator (ピンボール 66匹のワニ大行進?, Pinball: 66 Hiki no wani daikôshin) è un videogioco di simulazione sviluppato e pubblicato da HAL Laboratory per Game Boy. Nel 2013 il gioco è stato distribuito per Nintendo 3DS.

## Modalità di gioco
Revenge of the Gator presenta un solo flipper in cui sono presenti numerosi alligatori.